# Nephrotoma antithrix
Nephrotoma antithrix är en tvåvingeart som först beskrevs av Mannheims 1962.  Nephrotoma antithrix ingår i släktet Nephrotoma och familjen storharkrankar. Inga underarter finns listade i Catalogue of Life.